# Ґолді Гілл
Ґолді Гілл (англ. Goldie Hill, уроджена Арґолда Вонсіл Гілл англ. Argolda Voncile Hill; нар. 11 січня 1933, Карнес-Сіті, Техас, США — пом. 24 лютого 2005, Нашвілл, Теннессі, США) — американська співачка у стилі кантрі.

## Життєпис
Арґолда Вонсіл Гілл народилася 11 січня 1933 року в м. Карнес-Сіті, Техас. Родина Гілл займалась вирощуванням бавовни. Незабаром старші брати Ґолді Томмі та Кен покинули рідну домівку, щоб стати виконавцями кантрі. Через декілька років вони стали популярними.

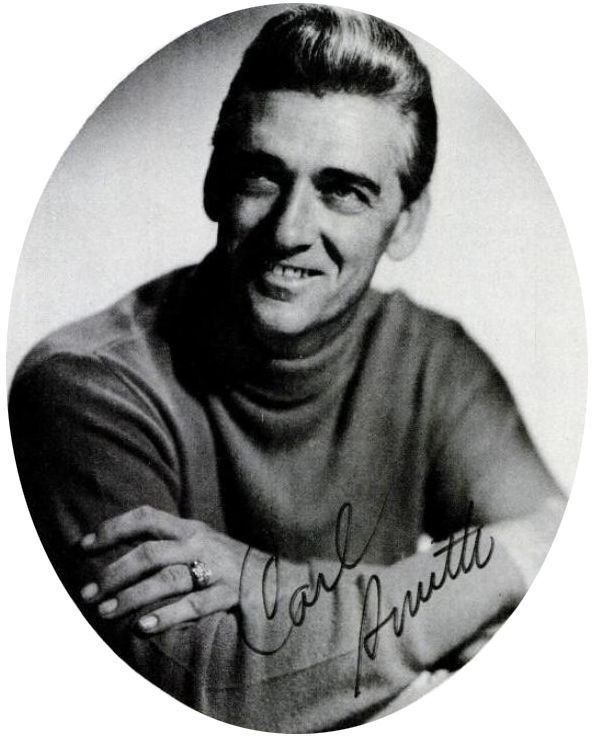
Карл Сміт

У 19 років Ґолді виступила на радіо-шоу «Louisiana Hayride». Незабаром вона виступила на шоу разом з груртом свого брата Томмі, та отримала прізвисько «Золота сільська дівчинка» (англ. Golden Hillbilly). Після виступів у радіо-шоу Ґолді підписала контракту зі студією звукозапису «Decca Records».
Перший синґл «Why To Talk to My Heart», який вона випустила у 1952 році, зовсім не користувався попитом. У цьому ж році Ґолді записала пісню «I Let the Stars Get In My Eyes», яка у 1953 році стала справжнім хітом та потрапила у верхні рядки хіт-парадів музики кантрі.
У 1957 році Ґолді вийшла заміж за кантрі-співака Карла Сміта, колишнього чоловіка Джун Картер. Голді переїхала на їхню ферму біля Нешвілла, та зайнялася вихованням своїх чотирьох дітей — двох дівчаток (Карлін і Лорі Лінн) та двох хлопчиків (Карл-молодший і Ларрі Дін).
Наприкінці 60-х років Ґолді ненадовго повернулася у шоу-бізнес. Вона випустила на студії «Epic Records» два альбоми, але вони не мали успіху. Після цього Ґолді остаточно покинула шоу-бізнес та разом з чоловіком зайнялися розведенням коней.
Ґолді Гілл була членкинею «Grand Ole Opry».
Померла від раку 24 лютого 2005 року.

## Дискографія

### Альбоми
| Рік  | Примітки                                                   |
| ---- | ---------------------------------------------------------- |
| 1960 | Goldie Hill - Реліз: 1960 - Лейбл: Decca                   |
| 1961 | Lonely Heartaches - Реліз: травень 1961 - Лейбл: Decca     |
| 1962 | According to My Heart - Реліз: 1962 - Лейбл: Decca         |
| 1964 | Country Hit Parade - Реліз: січень 1964 - Лейбл: Decca     |
| 1967 | Goldie Hill Sings Again - Реліз: 1967 - Лейбл: Epic        |
| 1968 | Country Gentleman's Lady - Реліз: лютий 1968 - Лейбл: Epic |